# Malina (novela)
Malina es una novela publicada en 1971 de la escritora austriaca Ingeborg Bachmann.

## Argumento
En el centro de la obra está la narradora (sin nombre) en primera persona, que explora al extremo su situación existencial como mujer y escritora, tanto a través de la reflexión personal como en forma de diálogo. Es una intelectual y vive en el Ungargasse en Viena. La época de la historia es la segunda mitad del siglo XX. La estructura de la novela es triple:
En el primer capítulo, “Feliz con Ivan”, habla de su relación con Ivan, un húngaro que también vive en Ungargasse y trabaja en el sector financiero. La narradora quiere sentirse feliz y segura cuando está cerca de él. Aunque Iván le devuelve su amor, muchas veces tiene poco tiempo (viajando al extranjero) y no responde demasiado a su fuerte emocionalidad y a los problemas psicológicos que son cada vez más comunes. Cuando Ivan no está allí, habla con su coinquilino Malina, un historiador militar tranquilo y ordenado. Cuando el protagonista busca a Malina, él siempre está ahí.
En el segundo capítulo, “El tercer hombre”, conocemos el origen de sus problemas y su excesiva sensibilidad; Este es el clímax de la historia. En sueños y estados de trance recuerda los horrores de la Segunda Guerra Mundial, las cámaras de gas y las violaciones. El “padre” aparece como la personificación del horror, aunque, como ella misma reconoce, esto no se refiere sólo a su padre biológico, que había sido profesor en el NSDAP y oficial de la Wehrmacht desde 1932, sino también al mundo de terror dominado por los hombres de nazismo per se. Otra posible interpretación del motivo del padre la sugiere Malina, se trata de la guerra interior de la narradora.
En el tercer capítulo, "De las últimas cosas", la narradora intenta superar sus problemas en un diálogo con el siempre decente pero no muy cercano Malina, donde rápidamente queda claro que una vida "según el secreto", es decir, después de haber descubierto la razón de su desesperación es en realidad imposible. Esto lo sugieren, por ejemplo, sus reflexiones sobre el secreto de las cartas al comienzo del capítulo. Así, el tercer capítulo trata de la inevitable escalada de su existencia. La narradora se da cuenta de que una relación con Iván no es posible y que, probablemente, ninguna relación es posible para ella. No tiene nada con qué contrarrestar el lenguaje y las normas de un mundo dominado por hombres. “Viví en Iván y muero en Malina”, afirma con seriedad. La muerte de la narradora está indicada por su desaparición simbólica en una grieta en la pared de la casa. "Fue un asesinato". Esta última frase de la novela se refiere también al proceso de escritura, que ella, desilusionada, considera un sustituto inadecuado de su amor insatisfecho e inadecuado para curar las heridas causadas por la sociedad (la escritura es la más dolorosa de todas las formas de muerte).

## Análisis
El foco de la trama es el triángulo amoroso entre una mujer y dos hombres. La narradora tiene una relación con Malina, con quien comparte un apartamento en el Ungargasse 6. Ivan, su amante secreto, también vive en el Ungargasse de Viena, pero en un apartamento en el número 9.
Ivan es nativo de Hungría, “hace un trabajo regular”  y trabaja en el sector financiero. Béla y András son sus hijos. Iván dice: “No amo a nadie. Los niños, por supuesto, sí, pero nadie más”. Este paralelo describe su posición respecto a la narradora. Tolera su presencia, pero se aburre, "Iván se tapa la boca con la mano para que no me dé cuenta de que bosteza". Él no sabe manejar su excesiva sensibilidad y tampoco responde a su emocionalidad.
La protagonista tiene un “pasaporte austriaco, expedido por el Ministerio del Interior. Prueba notarial de ciudadanía. Ojos castaños, cabello pálido, nacido en Klagenfurt”. A diferencia de Iván, ella no vive su relación como una maldición, sino como una bendición. Él es la razón de su supervivencia. “Cuando Iván empiece a curarme, las cosas ya no podrán estar tan mal en la tierra.”  Pero en realidad ocurre todo lo contrario. Iván no “cura”, destruye la existencia de la narradora. Desde el principio, la protagonista se ve sometida al hombre dominante y desarrolla una dependencia de su apreciación, tiempo y atención. Con cada humillación y rechazo, pierde una parte de su identidad hasta que los problemas psicológicos se vuelven inevitables.
Son embargo, la mujer describe a Iván y a sí misma como "el mundo convergente". Si bien esto representa dos elementos inevitablemente relacionados, “Malina y yo, solo porque somos uno: el mundo divergente.” 
La relación Malina y la narradora se ilustra como contradictoria y disonante. También aquí hay una idea claramente definida de la relación de poder y los roles de género dentro de la asociación. “Sin embargo, estuve subordinada a él desde el principio”  o “Yo también era criatura de Malina”  subrayan la posición subordinada en la que opera la mujer.

## Interpretación
La propia Bachmann describió su novela “explícitamente como una autobiografía, pero no en el sentido tradicional. Una autobiografía espiritual e imaginaria. Esta existencia monológica o nocturna nada tiene que ver con la autobiografía ordinaria con la que se cuenta la vida y las historias de algunas personas."  Marcel Reich-Ranicki entiende la novela de manera muy similar, la lee como un “relato poético de la enfermedad, como el psicograma de una enfermedad grave”.
La novela se entendió a menudo como una revaluación de la relación de Ingeborg Bachmann con Max Frisch y se vio como una respuesta a su novela Mi nombre es Gantenbein. En este sentido, también se leyó como una novela en clave. Konstanze Fliedl contradijo esta lectura en el sentido de que Bachmann y Frisch, como escritores posmodernos, siempre habían deconstruido identidades literarias e historias de vida, y que cada yo en sus obras fue siempre el resultado de historias contadas.

## Recepción
En una secuencia de pesadilla, Ingeborg Bachmann evocó a Paul Celan en la figura del desconocido del abrigo negro. Al hacerlo, vinculó su propio destino amoroso con el destino judío de Celan. En el volumen Herzzeit, que contiene cartas de ambos entre 1948 y 1967, finalmente reveló “las diversas huellas que este amor ha dejado en la obra de ambos poetas”. El compositor Hans Werner Henze, que también estuvo relacionado con ella en una etapa temprana de su vida, elogió a Malina en un telegrama como "LA UNDÉCIMA (Sinfonía) DE MAHLER ".
El libro fue reseñado en Publishers Weekly en 1991: "Este trabajo exigente contiene destellos de gran belleza y perspicacia, pero en última instancia se ve empañado por la prosa críptica y fragmentada de Bachmann y la línea argumental internalizada que se basa enteramente en las respuestas emocionales del narrador a eventos transmitidos sólo indirectamente a el lector. Parte del problema deriva de las referencias veladas pero críticas a la historia de Austria, que sólo se explican satisfactoriamente en el excelente epílogo." 

## Adaptaciones
La novela fue filmada en 1991 por Werner Schroeter (director) y Elfriede Jelinek (guion) con Isabelle Huppert, Mathieu Carrière y Can Togay en los papeles principales bajo el título Malina.
En junio de 2022 tuvo lugar en el Burghof Klagenfurt el estreno de una adaptación de Ute Liepold ( Teatro Wolkenflug ) con Grischka Voss, Birgit Fuchs y Magda Kropiunig.

## Ediciones
- Ingeborg Bachmann: Malina. Novedoso. (= Biblioteca Suhrkamp. Volumen 534). Suhrkamp Verlag, Fráncfort del Meno 1971, ISBN 3-518-01534-6.
- En 2019, New Directions publicó una edición en inglés traducida por Philip Boehm con una introducción de Rachel Kushner.
- El texto mecanografiado de Malina, que Bachmann envió a Suhrkamp Verlag, se puede ver en la exposición permanente del Museo de Literatura Moderna de Marbach.